# فولفغانغ هان
فولفغانغ هان (بالألمانية: Wolfgang Hahn)‏ هو رياضياتي ألماني، ولد في 30 أبريل 1911 في بوتسدام في ألمانيا، وتوفي في 10 يناير 1998 في كاسل في ألمانيا.